# ISO 3166-2:CV
Kódy ISO 3166-2 pro Kapverdy identifikují v roce 2015 dva geografické regiony a dvacetdva územních celků (concelhos). První část (CV) je mezinárodní kód pro Kapverdy, druhá část sestává z písmene identifikujícího region nebo ze dvou písmen identifikujících územní celek.

## Změny
- Věstník I-2 Archivováno 31. 1. 2012 na Wayback Machine. – přidává CV-CS, CV-MO, CV-SF
- Věstník II-2 – přidává CV-RB, CV-RS, CV-CF, CV-SL, CV-SS, CV-TS, maže CV-SN, mění CV-CS na CV-SM
- Věstník II-3 – mění CV-SL na CV-SO

## Seznam kódů

### Regiony
| kód  | region              |
| ---- | ------------------- |
| CV-B | Ilhas de Barlavento |
| CV-S | Ilhas de Sotavento  |

### Územní celky
| kód   | jednotka                   | v regionu |
| ----- | -------------------------- | --------- |
| CV-BV | Boa Vista                  | B         |
| CV-BR | Brava                      | S         |
| CV-MA | Maio                       | S         |
| CV-MO | Mosteiros                  | S         |
| CV-PA | Paul                       | B         |
| CV-PN | Porto Novo                 | B         |
| CV-PR | Praia                      | S         |
| CV-RB | Ribeira Brava              | B         |
| CV-RG | Ribeira Grande             | B         |
| CV-RS | Ribeira Grande de Santiago | S         |
| CV-SL | Sal                        | B         |
| CV-CA | Santa Catarina             | S         |
| CV-CF | Santa Catarina do Fogo     | S         |
| CV-CR | Santa Cruz                 | S         |
| CV-SD | São Domingos               | S         |
| CV-SF | São Filipe                 | S         |
| CV-SO | São Lourenço dos Órgãos    | S         |
| CV-SM | São Miguel                 | S         |
| CV-SS | São Salvador do Mundo      | S         |
| CV-SV | São Vicente                | B         |
| CV-TA | Tarrafal                   | S         |
| CV-TS | Tarrafal de São Nicolau    | B         |